# Genesis 2012
Genesis 2012 è stata la settima edizione del pay-per-view prodotto dalla Total Nonstop Action Wrestling. L'evento si è svolto l'8 gennaio 2012 presso l'Impact Zone di Orlando in Florida.

## Risultati
| # | Match                                                                                     | Stipulazioni                                                               | Durata |
| - | ----------------------------------------------------------------------------------------- | -------------------------------------------------------------------------- | ------ |
| 1 | Austin Aries (c) ha sconfitto Jesse Sorensen, Kid Kash e Zema Ion                         | Fatal four-way elimination match per il titolo TNA X Division Championship | 09:50  |
| 2 | Devon ha sconfitto D'Angelo Dinero                                                        | Single match                                                               | 10:19  |
| 3 | Gunner (con Ric Flair) ha sconfitto Rob Van Dam                                           | Single match                                                               | 06:51  |
| 4 | Gail Kim (c) (con Madison Rayne) ha sconfitto Mickie James (con Velvet Sky per squalifica | Single match per il titolo TNA Knockout's Championship                     | 06:19  |
| 5 | Abyss ha sconfitto Bully Ray                                                              | Monster Ball match. Se Abyss avesse perso sarebbe tornato negli Immortal   | 15:28  |
| 6 | Crimson e Matt Morgan (c) hanno sconfitto Magnus e Samoa Joe                              | Tag team match per il titolo TNA World Tag Team Championship               | 09:22  |
| 7 | Kurt Angle ha sconfitto James Storm                                                       | Single match                                                               | 13:40  |
| 8 | Bobby Roode (c) ha sconfitto Jeff Hardy per squalifica                                    | Single match per il titolo TNA World Heavyweight Championship              | 19:41  |
|   | (c) = campione in carica al momento dell'inizio del match                                 |                                                                            |        |